# 霧社事件

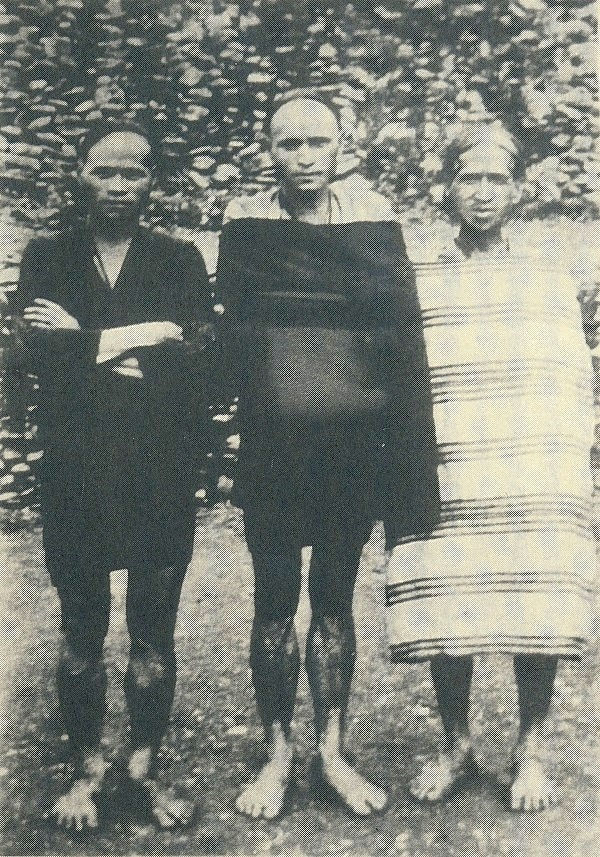
莫那·魯道（中間者）

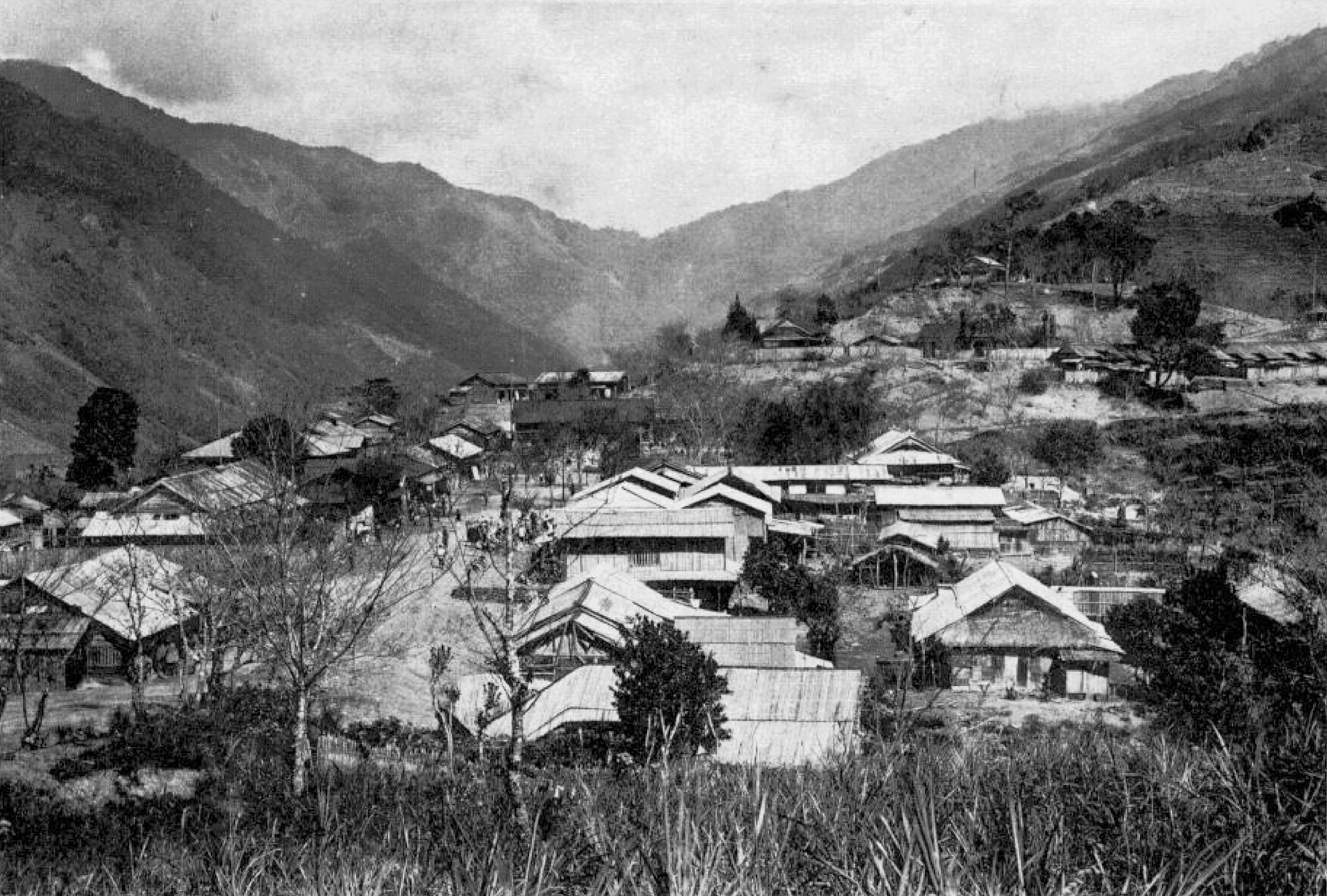
1930年的霧社

霧社事件（賽德克語： [mukuni ˈpaɾan] 、日语：／ Musha jiken）是臺灣在日治時期1930年（昭和5年）發生的原住民武裝反日事件，地點位於今南投縣仁愛鄉霧社。事件起因是賽德克族原住民不滿日本統治當局的統治，而由馬赫坡社頭目莫那·魯道率領賽德克族德固達雅群各部落聯合起事，襲擊由日方建立的樣板聚落霧社，趁霧社小學校（今南投縣仁愛國小）舉行運動會時襲擊日本人。事發後立即遭日方調集軍警，以飛機、山炮、毒氣等武器強力鎮壓；而起事的賽德克族人，雖在襲擊成功後即回撤備戰，但仍不敵日方的強大武力。身為起事領袖的莫那·魯道飲彈自盡，參與行動的各部落幾遭滅族，數百位族人在寧死不屈下集體自縊，餘生者則被日方強制遷至川中島（今南投縣仁愛鄉西北端的清流部落）集中居住與管理。該事件爆發震驚日本政府與國際社會，除了使臺灣總督府的理蕃政策遭到重大挑戰，並造成時任總督石塚英藏、總務長官人見次郎等高層官員引咎去職。
霧社事件是臺灣人在日治時代最後一次武裝反日行動（漢人在西來庵事件後已放棄武力鬥爭，改採社會運動模式）。雖然自1896年至1920年間，臺灣原住民先後發動150餘次武裝反日行動，但仍以日後發生的霧社事件最為慘烈。後世有不少作品紀念此事件，著名的有邱若龍的漫畫《霧社事件》、鄧相揚的小說《風中緋櫻》以及魏德聖執導的電影《賽德克·巴萊》。

## 發生背景
清帝國自1684年擊敗明鄭起，開啟在台統治，初期在台灣的領土拓張並不積極（甚至為避免動亂而多加限制），對台灣原有之原住民，雖有時亦使用武力進行「開山」，征剿不服公家之原住民部落，但主要方針仍以簽訂土地契約之「畫界封山」，將不願承認清帝國統治權之「生番」，隔離於界線外的消極政策為主；故即便臺灣清治時期末期開始較積極的「開山撫番」政策，進行多次武力征伐，高山原住民仍保存了各自的文化與社群。因此1895年，政治觀念受西方影響，對當地採取主動的山區政策、強調國家領土及對全體國民擁有管理權的日本，佔領台湾後，被日方稱為高砂族的高山原住民與日本的衝突就不可避免。
霧社位臺灣中部山區，濁水溪上源於此。當地原住民賽德克族人因地處台灣中央地帶的深山，尤屬與外界接觸稀少之部族，以數十至數百人為單位，組成部落的霧社群賽德克人，居住在霧社台地。計有馬赫坡社（Mhebu，今廬山溫泉區）、荷戈社（Gungu，今春陽部落）、塔洛灣社（Truwan，今春陽溫泉）、波阿倫社（Boarung，今廬山部落）、斯庫社（Suku，今台14線雲龍橋附近）、羅多夫社（Drodux，今仁愛國中至清境農場附近）、巴蘭社（Paran）、塔卡南社、土岡社、西袍社（Sipo）、卡茲庫社等十餘部落。
由於位居中央山脈中央樞紐的重要地理位置，日月潭及周邊的霧社，自日治初期即是台灣總督府開發山地林礦資源的重點地區，世代居住於此、地域性強烈且不受拘束的賽德克人，也不可避免地與日方政府發生衝突。1897年，日方為開闢道路，派出測量隊至霧社一帶進行探勘，遭到賽德克人攻擊而全滅，稱為深堀大尉事件；將賽德克人視為反抗者的日方，因此展開對霧社的經濟封鎖。1902年，試圖將既有隘勇線向深山推進，再次與賽德克人發生人止關事件，賽德克族雖然於此役擊退日軍（賽德克人因此役日軍士兵頭戴紅色軍帽，日後稱日本人為紅頭人"Tanah Tunux"），但仍因日方策動的姐妹原事件，遭干卓萬群布農族襲殺一百多位戰士，以及持續的封鎖而無以為繼，最後在1910年代向日方降服。

### 日方的霧社開發及其問題
臺灣總督府對臺灣原住民之政策，初期以軍事鎮撫為主；但在1910年代後期太魯閣戰爭告一段落後，出於有效動員原住民人力資源進行山區資源開發，以及展現日本已是能進行現代化國土管理的先進國家的國威宣傳目的，開始側重對山地蕃區的開發與教育，霧社被視為重點發展區域。持平而論，此一政策在大量資源的投入下頗有成效，事發當時霧社建有媲美日本本土城鎮的公共建設與機能的市街，霧社地區諸社95％原住民能以簡單的日語與日本警察、教師溝通，相較之下，同期平地漢人的日語普及率僅達25％，而派駐蕃地的日本警察亦被要求需通蕃語（原住民語言），並鼓勵警察與原住民頭目之女聯姻。
在建設原住民區域同時，日人對原住民原有的生活多加限制，禁止傳統的出草、紋面、斷齒等習俗，不得私自持有槍械，狩獵需向日本警察局或派出所、駐在所等申請領取槍枝彈藥，傳統的織布原料種植也受到管制。失去傳統生計方式的原住民只能轉而充當入山日人的勞工與傭人，常受到部分日人歧視與虐待，聯姻政策大多因文化差異悲劇收場（被日本政府強迫結婚的日籍警察拋棄原住民婦女，至該事件後，強迫聯姻的對象才改為原住民警察與頭目之女）。結果均置原住民於社會、經濟、文化等諸層面中的弱勢地位，使其對日本當局深感不滿。

## 事件近因
由於臺灣總督府自大正十四年（1925年）調整統治政策，裁撤臺灣地區的駐衛軍警人數，霧社地區的駐蕃地警察人數減少了約五分之一；未被裁撤的蕃地員額也充斥大量經驗不足的新任警察。同時自昭和四年（1928年）至六年（1930年）間，日方為進行霧社城鎮與林業資源的開發先後九次動員霧社群、道澤群原住民進行工程，頻繁的「奉公」影響了原住民自身的農獵時程與收穫，而薪資發放也有欠公平（以1928年進行的霧社神社工程為例，原住民的伐木與興建所得不但被扣除工程期間的便當費，還被強制要求為興建神社捐款）。至事件發生前半年，娶鄰近白狗群泰雅族部落公主為妻的資深山地警察佐塚愛祐就任霧社分室主任，上任後增加許多工務勞動，而佐塚素有發放薪資不實的傳聞，勞資的問題引發當地原住民的不滿，其它山地警察也多少有以各種名目苛扣原住民薪資的問題，同時開始進行的霧社小學校擴建工程也發生了木材搬運方式糾紛等事件，導致當地原住民不滿情緒日漸高漲。當地警察雖發現拒絕出工之人數開始增加，卻似乎僅視為“蕃人”反覆性格之表現而未加警戒。
不過一般被視為事件導火線，是發生在1930年10月7日的「敬酒風波」：根據日本警方紀錄，當時馬赫坡社正舉行婚宴，適逢當地駐警吉村克己巡查與同僚路過，頭目莫那·魯道長子達多‧莫那想向吉村敬酒，卻被吉村以「討厭那不潔的筵席而欲加以拒絕，要將被握住的手甩開。」為由拒絕，並以警棍敲打達多‧莫那敬酒的手，兩方因此發生鬥毆，吉村也在事件中負傷。
事後，頭目莫那·魯道親自率眾攜酒往吉村處謝罪，但吉村不肯接受道歉並揚言呈報上級。當時毆警之罪相當之重，族人心懷新仇舊恨外，亦深恐日警報復，終而決定起事。

## 起事之準備
由於策劃者皆於事件中身亡，實際上難以判斷策劃起事正式的時間，但一般相信10月24日舉行的另一場婚宴為開始計畫起事的時點，近年主流見解認為荷戈社的比荷·沙布與比荷·瓦里斯倆人是主要的鼓吹者，但也有莫那·魯道為策劃者的說法。
比荷·瓦里斯與比荷·沙布為堂兄弟關係，且均為日本警察登記在案的「不良蕃丁」（對警察持反抗態度，不配合出工的原住民），兩人都有家人因與日本警察起衝突而遭到虐殺的經歷（比荷·瓦里斯一家更因父親殺害日本人而遭到滅門），成年後的婚姻生活亦都不圓滿，屬於對生活與現況懷有不滿的人物。莫那·魯道則為霧社群賽德克屈指的有力人物，年輕時即有勇名的莫那·魯道是少數靠能力而非血緣取得頭目地位的智勇雙全之士，同時也靠著獵捕的山產品的買賣，擁有當地最多的肉牛（肉牛被賽德克人視為財產的計算單位），在當地擁有很高的威望。由於莫那·魯道曾於1920年與1925年兩度參與當地對抗日本統治的計畫，日方亦將之視為危險人物，出於安撫與威嚇之雙重目的，日本理蕃當局乃以「以番制番」之方式，於1920年及1929年要求莫那·魯道率眾參與對其他番社的討伐行動以示忠順（即「薩拉矛事件」（1920年，薩拉矛社）與「青山事件」（1929年）），但親眼目睹軍警居於後方指使原住民作戰之事卻可能進一步加深了莫那·魯道對日方的敵意與輕視；此外在薩拉矛事件時，莫那·魯道更曾遭非敵對勢力的白狗社蕃丁狙擊，莫那·魯道相信這是受到當時的駐白狗社巡查佐塚愛佑指使，對日本警察懷有敵意。
10月25至26兩日，起事的原住民開始進行秘密的聯絡與串連活動，比荷·沙布似乎在此階段扮演了主要連絡人的角色，向霧社群的十一個社進行遊說。最後共獲得賽德克族霧社群（即德奇達雅群）之馬赫坡社（Mhebu）、塔羅灣社（Truwan）、波阿倫社（Boarung）、斯庫社（Suku）、荷戈社（Gungu）及羅多夫社（Drodux）等6部落的支持，然而，各社中原本人口最多的巴蘭社卻因為頭目瓦歷斯·布尼的反對而沒有參與，最後僅有少數男子以個人身份加入。另一方面，由於決定起事的過程倉促，各社並未作出相應的備戰與儲糧行為，僅有馬赫坡社駐在所曾回報莫那·魯道將所植之旱稻搬進倉庫的行為。另26日傍晚波阿倫社駐在所小谷巡察有接獲原住民將起事之密告，但卻未加重視。
最後參與的賽德克族計六社1,236人（其中具戰鬥力的青壯年男性共300餘人），打算利用10月27日，總督府為紀念乙未戰爭期間死於臺灣的北白川宮能久親王而舉行臺灣神社祭。於霧社公學校舉行聯合運動會，警備鬆弛的機會，襲殺日本人，舉行大出草。

## 第一次霧社事件

### 事件經過

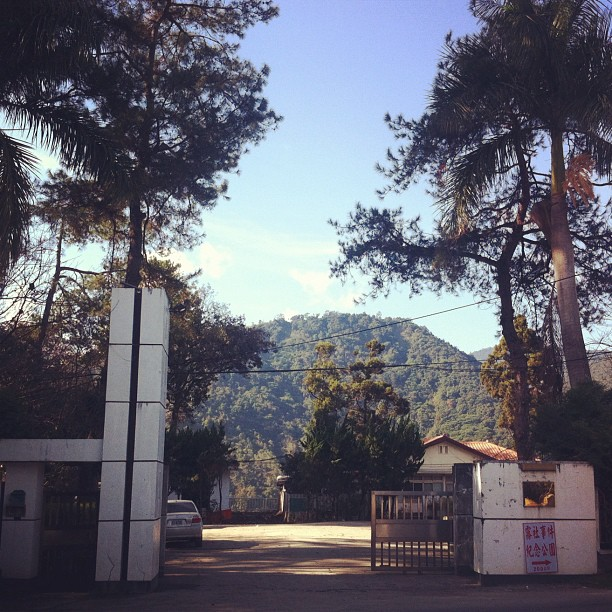
台灣電力公司萬大發電廠第二辦公室是當時霧社事件發生的地點。

昭和五年（1930年）10月27日凌晨，賽德克族人自馬赫坡社開始行動，首先殺死了馬赫坡駐在所與製材所（原木廠）的駐警三人，之後沿路集結各社人馬並襲擊往霧社鎮方向的波阿倫、櫻、荷戈三座駐在所（殺死全部日警及家屬，奪取駐在所內槍彈並焚毀駐在所）後朝霧社前進。期間雖有自道澤群前往霧社的原住民籍警察發現事態並趕回部落駐在所回報，但由於道澤至霧社段的電話線因預算刪減而裁撤，而未能作出及時之通報。族人於接近早上8點時攻抵霧社，對霧社警察分室、學校、郵局、官吏宿舍展開攻擊。
最嚴重的攻擊事件發生在霧社公學校（今萬大發電廠第二辦公室），賽德克族人一反族內「不獵取女人與兒童首級」的出草習俗，對參加運動會的日本人展開不分年齡、性別的砍殺。前來參加典禮的臺中州理蕃課顧問菅野政衛、能高郡郡守小笠原敬太郎均死於襲擊。混亂中，霧社公學校校長新原重志曾打開宿舍供日本人進入避難，自己持武士刀在外與賽德克族人搏鬥，族人見新原抵抗，隨改從遠處擲竹槍擊殺，遭攻破的校長宿舍反成為攻擊事件中死傷最密集之處（44人死亡，其中36人為兒童），就連在霧社診療所擔任醫師多年，與賽德克人關係良好的志柿源次郎，亦在宿舍遇害(不過其妻在花岡二郎之妻初子的幫助下逃過一劫)。佐塚愛祐以下多數日本籍警察也在數量懸殊的混戰中死亡。
同一時間其他起事社群的賽德克族人持續對霧社週邊的日警駐在所展開襲擊，不過由於各地駐警已陸續從逃出者與騷動聲獲知事態，多半得以事先逃離或進行對抗而生還，但距霧社鎮較遠能高越道路上的屯原（屯巴拉）、尾上、能高三處駐在所仍在情報中斷的狀況下被波阿倫社與蘇庫社聯軍攻擊，僅有能高駐在所的一名巡查殺出重圍，負傷跳下300M高的陡坡方得生還，攻擊行動約持續到下午三點左右才告一段落，但賽德克族人仍在霧社鎮上進行了一整天的日人住宅物品的搶奪與補殺日本生還者行為。
賽德克族起事部落表現出很強的針對性，明確的以日籍人士為攻擊對象，當天共造成共134名官員、家長、學童等日本人死亡、重傷26名，誤殺2位著和服的漢人李彩雲與劉才良，一名著和服的泰雅族女性也遭刺傷（後來死於傷口感染）。起事賽德克族人並從警察分室及駐在所等單位，獲得槍枝180支和彈藥23,037發，同時切斷通往外地的電話線路與輕便鐵道，破壞能高越道路上的鐵線橋以阻絕從花蓮方面前來的日方援軍，形成中斷對外交通的固守之勢。

### 事件中的賽德克族警察
當時霧社鎮上有兩名擔任警察兼任當地教師的賽德克族人花岡一郎與花岡二郎，由於賽德克族人起事之規劃縝密，政府曾一度懷疑，教育程度較高的兩人為事件領導者；但在日方軍警進入霧社地區進行救護作業時，卻發現兩人皆已自殺身亡，其中花岡一郎不但攜妻兒同死，更以武士道傳統切腹方式自殺。
花岡兩人同時留日文草書之遺書於壁上，說明族人因不堪苦役而起事，兩人無能為力，僅能一死。
日方在發現兩人自盡的遺體前，11月8日以前的媒體一面倒的醜化他們，日警亦發布他們的免職令，但在發現他們自盡後，就轉為歌頌兩人為"愛國的受教化番人"。事後的口述歷史與傳言中，有花岡一郎於事發幾天前表現出顯著的不安情緒，在運動會當天負責彈奏日本國歌時雙手發抖，以及花岡二郎在族人湧入霧社市街時身穿傳統服裝打開警察局軍械室的說法，另外依花岡二郎之子之轉述，二郎在警局中負責電話接線之工作，而霧社遭到襲擊時也湊巧未發出電話向外求救。雖然上述傳言之真偽難以求證，但兩人在事件中之行動確有諸多疑點，其是否知情、採取何種立場等隨成為該事件中主要的謎團之一。
除花岡兩人之外，當時各駐在所尚配屬有總數數十名的原住民與漢人籍警手（下級警察），不過在襲擊過程中均被放過。

### 花岡兩人遺書
「花岡兩（花岡兩人的聲明）
我等不得不離開此世界。此為蕃人因勞役過多終於激動成此事件。我等也被蕃人拘捕，終至無可如何。昭和五年十月二十七日午前九時。

由於蕃人在各方面皆有守備，郡守以下職員全部死於公學校方面矣。」

### 日方之動員與救援行動
襲擊發生後約一小時，自公學校僥倖逃出的能高郡視學菊川孝行抵達距霧社約四公里處，尚未遭襲擊的眉溪屯駐所，報告霧社發生「蕃人大出草，內地人全滅」的事態（「內地人」即指日本人），消息經由電報於當天下午傳至臺中州廳、以及臺北的總督府。由於當時盛傳起事原住民下一步將進攻埔里，因此日方當日即動員警察與在鄉軍人於埔里展開防備，並將當地日本人集中至埔里糖廠（今埔里酒廠廠區）進行保護。
事件爆發震驚日本統治當局，時任臺灣總督石塚英藏下令緊急調派臺灣各地之軍、憲、警部隊進攻霧社，由臺灣守備隊鎌田彌彥少將擔任總司令。除派屏東飛行場陸軍第八飛行聯隊之飛機，到霧社山區實施偵察和威嚇飛行外，並調派臺北州、臺中州、臺南州、花蓮港廳之駐軍及警察編成隊往埔里、霧社前進，進攻發起事件之原住民。同時，基於「以夷制夷」的策略，亦積極驅使其他和莫那魯道敵對的原住民，如：屯巴拉社（今臺十四線道路終點，能高越嶺道起點，屯原）擔任第一線鎮壓武裝部隊。
遭攻擊後，霧社境內仍有數百名漢人居民存在，由於起事族人早已決定僅以日本人為敵，故全部漢人居民於當天下午即被護送至巴蘭社方面下山，至此鎮上僅剩下若干孤立待援的日籍生還者。最早的救援活動是由未參與起事的巴蘭社展開；原本巴蘭社族人欲趁霧社形同空城時前往洗劫日本房產，卻發現倖存日本人，該社頭目瓦歷斯·布尼私下命令數位族人前往霧社搜救日本人，至日軍抵達為止共收容十多人，巴蘭社與瓦歷斯·布尼因此舉日後被日方僅要求歸還洗劫的物品，救援遭難日人則尊稱為「仁俠」而加以褒揚。
與霧社群處於相反方向，未遭攻擊的萬大社方面駐警，雖同樣被阻斷往埔里方向之交通，但仍在接獲消息後編成救援及偵察隊，不過終因無法掌握賽德克族人之動態最後僅推進至巴蘭社一帶。日方的主要救助活動則與軍警單位的收復霧社街行動一同於28日展開，但因當天傍晚於霧社近郊河畔，遭到起事者的狙擊造成漢人軍伕一死五傷，暫停推進，僅在夜間收容了兩名藏身河床的日籍女性服務生。
29號日間，日軍在未遭抵抗的狀況下進入霧社市街，隨即展開收容生還者與回收遺體的工作，收容的生還者中最大的一群為躲在校長宿舍廁所中的小島源治之妻松野與她所保護的十七名兒童，最後在宿舍及鎮內總計救出48名生還者（其中3人後來因傷重或感染不治身亡）。另外與小島夫人在襲擊中失散的三名5歲、3歲與未足歲幼兒則在兩名道澤社女傭的保護下於同日在三十公里外的馬利巴社獲救。
被日方收容的死者遺體稍後被集中在霧社小學校操場進行火化。

### 雙方交戰

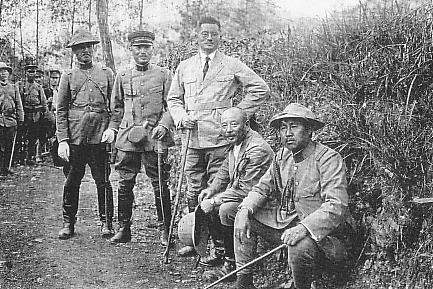
指揮官鎌田彌彥與參謀長

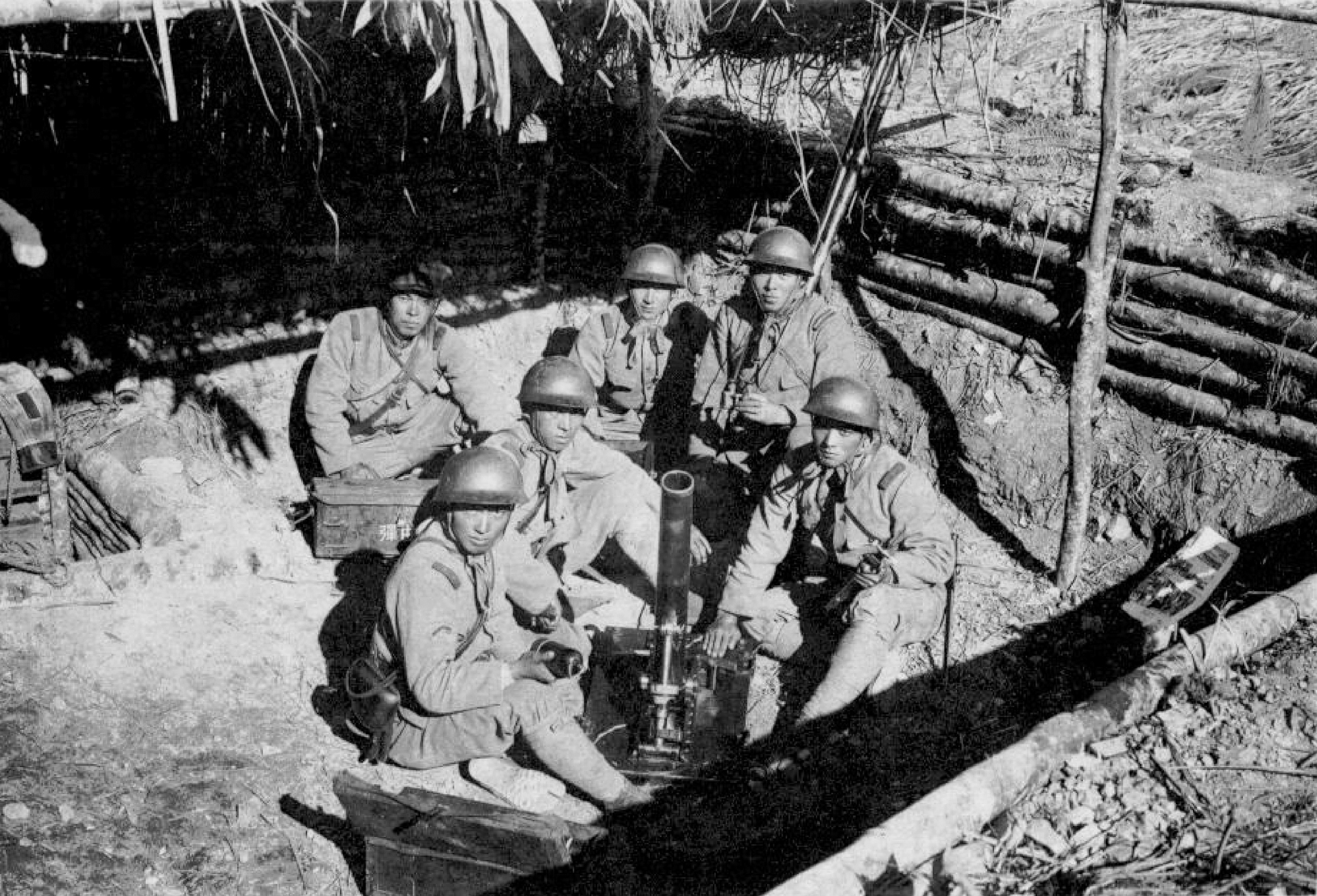
日軍使用十一年式曲射歩兵炮由馬赫坡高地之塹壕向馬赫坡大岩窟砲擊

雖然日軍在進入霧社後曾遭到原住民的騷擾性攻擊，但抗日六部落族人的主要戰略係利用山區天險，分成「塔洛灣」及「馬赫坡」二條戰線與日軍對抗。塔洛灣戰線由荷戈社頭目塔達歐·諾干率領，馬赫坡戰線由莫那·魯道率領，然而彼此間似乎並未建立明確的指揮系統。昭和五年（1930年）10月31日，日軍以各部族村落為目標發起總攻擊，雖遭到原住民有力之反擊，但至11月1日在空中的轟炸下，除馬赫坡社外其他各社均為被軍警佔領，塔達歐·諾干亦戰死。抗日主力退到馬赫坡社，其餘散在各溪溪谷。11月2日馬赫坡社亦被軍警佔領（日方同時在村中發現了大量原住民私下儲存的黑色火藥），起事原住民完全退入山中，大部分退至馬赫坡、塔羅灣兩溪溪谷，利用懸崖絕壁的有利地勢與日方作戰。
11月5日，臺灣軍臺南安達大隊第三中隊在馬赫坡社東南方高地附近與賽德克族人爆發激戰，兩小時的戰鬥中受到15人戰死，13人負傷之大損傷。原住民方亦有傷亡，莫那·魯道次子巴索·莫那於此戰身負重傷，痛苦萬分，最後由族人為之介錯。由於此戰傷亡過大，且原住民已退至素有天險之稱的馬赫坡絕壁，日方因此改變策略，為規避再有傷亡，改以防線封鎖、炮兵炮擊、以飛機炸彈的方式對岩窟進行圍攻，在地面則改利用「以夷制夷」的策略，以提供賞金和槍枝彈藥為條件，利用週邊原本即因爭奪獵場、既有糾紛而與抗日各社存有嫌隙之賽德克族道澤、德路固、泰雅族萬大、馬力巴、白狗諸族群、甚至霧社群巴蘭社等450人，組成「味方蕃」襲擊隊，協助日人軍警部隊作戰。11月11日道澤群屯巴拉社「味方蕃」遭襲擊，連總頭目共25人戰死，「味方蕃」不願再出戰。日方無計可施，改以山炮發射「糜爛性毒氣彈」（路易斯毒氣彈）之瓦斯彈，及讓飛機投擲白磷燃燒彈等違反國際公約的『科學的攻擊法』，對躲藏在密林中的原住民進行攻擊，據稱這是亞洲首次使用化學戰。。11月19日在日方重賞下，「味方蕃」才重新同意配合日方，對馬赫坡岩窟展開全面攻擊。
由於起事時秋季農作大多尚未收穫，村落也遭日軍攻佔，起事的原住民很快就陷入糧食不繼的狀態，對日方的反抗活動自11月中旬規模日漸縮小及喪失組織性，許多起事部落的婦孺不願拖累戰士，於起事及包圍期間循傳統於巨樹下自縊，殘存者則在日軍飛機空投勸降傳單的宣傳戰攻勢下，陸續向當局投降。至當月下旬僅剩下數十名原住民仍潛伏以游擊戰方式苦撐，日方也在月底宣布任務達成並撤走大部份軍隊，進入殘敵掃蕩階段。至12月2日，日軍台灣軍司令致電大臣表示，參與鎮壓霧社事件的日軍部隊已經全數撤退。
參與事件的主要人物大多在過程中死亡：莫那·魯道見大勢已去，命其妻巴幹·瓦利斯（Bakan Walis）在耕作小屋自縊並槍殺兩名孫子，將三人連房火葬後遁入深山飲彈自盡，其遺體四年後方被尋獲。莫那·魯道長子達多·莫那帶領最後的五、六名戰士，在回絕了妹妹馬紅·莫那及熟識警部樺澤重次郎的勸降後，於12月8號在山中自縊，比荷·瓦里斯於包圍期間因毒氣傷害自縊，比荷·沙波則於12月12日為味方蕃捕獲，隔年三月死於日方看守所。

### 傷亡人數
發動事件之初，抗日六部落的族人共計1,236名，至事件結束後的統計：死於刀槍者85名、被飛機轟炸死者137名、砲彈炸死34名、被「味方蕃」襲擊隊獵首級者87名、自縊身亡者296名、俘虜者265名，另外有約500名原住民投降。
總督府出動包含臺灣軍司令部、守備隊司令部、臺北步兵第一聯隊等部隊，約軍人1,194員，另外還有警察部隊1,306員。根據事後日方戰報宣稱，日本平民死亡134人、受傷215人。陸軍陣亡22員、負傷25員。警察陣亡6員，負傷4員。協助日軍的原住民丁勇陣亡22員、負傷19員。隨軍漢人軍夫，陣亡1員、負傷7員。另外在深秋的山區作戰也令日軍飽受凍傷、恙蟲病及痢疾之苦，霧社野戰醫院就留有一日之內治療各類傷病患者超過200名之記錄，另外也有傳出漢人軍夫被凍死的狀況。
另一方面，賽德克族人的口述歷史多主張在抵抗過程中曾造成進攻日軍頗大之傷亡，但難於提出具說服力的證據。反而日本陸軍省在1932年4月2日所發布的霧社事件日本陸軍陣亡官兵入祀靖國神社之官報中，人數剛好就符合日軍戰報的22人（不含參與鎮壓的6名戰死警察），另外6名在參與鎮壓霧社事件過程中戰死的日本警察，亦於1932年4月入祀於日本靖國神社，人數同樣相符於日方戰報，而日本陸軍內部醫療紀錄也顯示，至1930年11月17日止，參與鎮壓的日本陸軍已有21名日軍戰死，20名日軍戰傷(不含配合作戰的警察)。而日軍也在霧社事件結束後的12月11日之公文上，提及為在霧社事件中戰死的22名日軍官兵（包括1名軍官）舉行合葬儀式之概況，足見日本陸軍與警方戰死者很可能僅28名，隱藏戰死者機率極低。

## 第二次霧社事件
第二次霧社事件發生在隔年（1931年）4月，是道澤群對曾經參與起事的德克達雅群生還者進行攻擊的事件。

### 事件背景
道澤群包括基茲卡、布凱本、魯茲紹、屯巴拉四社，原本相較於白狗群、萬大群，屬於與德克達雅群較為友好的部落，但自1910年代起，雙方開始發生獵場與婚嫁上的糾紛，霧社事件前莫那·魯道甚至曾計畫動員全族圍殺擅入獵場的五十名道澤群的狩獵隊隊員，因此雙方日漸交惡。
第一次霧社事件發生時，道澤群內曾為是否參加起事而浮動，巴干·瓦歷斯（莫那·魯道之妻）也曾於10月28日拜訪道澤諸社，以提供槍支為條件進行勸誘，但擁有全群領袖地位的屯巴拉社頭目鐵木·瓦力斯（Temu Walis）立場親日，協助社內日警避難，任道澤群巡查部長，擔任山地巡察20年而素有「蕃通」之稱的小島源治也對部落進行遊說，最後利用日軍偵察機飛過部落造成社內恐慌的機會，成功拉攏道澤群支持日方。並於29日日軍收復霧社後，加入日方編制之「味方蕃」，自10月30日起開始從事偵查、勸降、破壞抗日方農作、捕殺抗日方原住民之工作。由於過去素有恩怨，味方蕃襲擊隊又貪圖獎賞而對婦孺一律殘殺，據說起事的賽德克族人對味方蕃之仇恨更甚於日軍。
1930年11月11日，道澤群襲擊隊於哈奔溪谷（Habun，眉溪上游）中被起事的德克達雅群原住民埋伏獵首，導致頭目鐵木·瓦力斯及其下十餘人戰死。道澤群因總頭目戰死，直至16日才重新投入戰鬥。29日，又於圍捕兩名抵抗的德克達雅勇士時遭受五死七傷之損失。道澤群死傷人數是各味方蕃中最多，總頭目之死更被視為奇恥大辱，都令道澤群憤恨不平，產生復仇的想法，被日方所利用。

### 經過

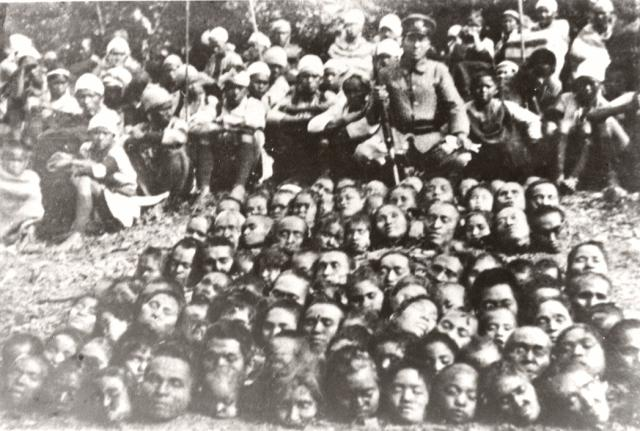
賽德克族的道澤群為了報復總頭目鐵木瓦力斯戰死之仇，在日本警察的默許下，道澤群於1931年4月25日清晨攻擊「保護蕃收容所」裡的抗日派原住民，並割下部分首級提回道澤駐在所向日警繳功及合照，此「保護蕃收容所襲擊事件」被稱為「第二次霧社事件」。

於第一次事件期間投降之賽德克人共514人，之後被集中於鄰近原部落的五處「保護蕃收容所」內，並在處分不明之情況下滯留至1931年春。期間各收容所與道澤群原住民不時發生衝突，收容所內原住民在未獲日方許可下，依時節開始種植小米之舉動，令道澤群產生擔心人口仍眾之霧社群日後進行報復之心理。
出於嚴懲起事部落之動機，當時的臺中州警務部長三輪幸助、警察課長寶藏寺虎一共謀利用事件期間之部族仇恨對投降者進行清算，秘令小島源治挑撥道澤群情緒攻擊抗日的賽德克餘眾。小島的居中煽動很快得到迴響，並巧立「因族人正舉行婚禮酒宴」之名目暫緩回收第一次事件時發配道澤群之槍支，使道澤群報復隊擁有絕對之優勢。1931年4月25日深夜，道澤群的壯丁200餘人組隊夜襲位於羅多夫、西巴烏兩地的四處收容所（同樣位於西巴烏的塔羅灣社收容所因人數稀少未被視為目標）。被殺死及自殺者共216人（一說214人或218人）。日方之警衛僅在西巴烏收容所方面進行過名目上之開槍喝止，道澤群則僅有1人死亡，5人重傷，10人輕傷，且多半是賽德克族人以弓、竹槍等武器反擊造成。
事件當天與日人較為友好之賽德克人（如花岡二郎之妻歐嬪·塔道與阿威·赫拔哈），都曾被日本警察邀請留宿或暗示不要返回收容所，可見負責看守之日本警察大多知情。

### 後續與真相大白
隔天日方前往回收道澤群之槍支，且留下和出草首級與道澤壯丁之合照，後將首級集中掩埋。事件後當地警方隨即以道澤群欲報頭目被殺之仇為口實，宣稱第二次霧社事件為部落間的惡鬥、道澤群害怕霧社群殘存者事後報復等理由做為表面報告，道澤群除部分與事族人擅自為參與馘首之事進行紋面遭到沒收番刀與服勞役五天之懲罰外，未被追究任何責任。小島則為「未事先察覺道澤群報仇行動」之責任被調離山地警察職務，轉任平地水利警察。
事件多年後的1970年代，小島源治才在與歷史學家之通信中承認參與煽動一事，令事件的真相明朗。不過由於小島當時之身份不高，因此仍無法釐清事件之主謀為臺中州警務部亦或有更高層級之指示、授意。
事件前霧社是總督府理番政策的重點地區，儘管如此還是出現了大規模的反抗。因此總督府修正了臺灣原住民的種族歧視政策，並且加速皇民化教育，對原住民思想改造。並將原住民強制遷移到平地定居，由狩獵改為農耕生活。巴蘭社群（巴蘭、塔卡南、卡茲庫）雖然因為在事件中保持中立並救助日人而未遭受處罰，但在1939年時，仍因日本人興建萬大水庫而遷移到北港溪中游台地，取名為中原社。
而原居於霧社地區的賽德克族人，第二次霧社事件後抗日六社遺族僅剩298名。1931年5月6日，日本官方強制六社全部遷移到北港溪流域與眉原溪交會處之川中島，以集中監視，並將六社合成一社改名為「川中島社」（今日的清流部落）不得回原籍，從此霧社地區賽德克族永離祖居。從高山遷至低原區，六社遺族多水土不服，許多人染痢疾、瘧疾而死，亦有因憂恨而自殺身亡者；潛回原居地者4人，3人處死，1人年幼飭回。之後，日方舉行「歸順典禮」，帶走23名遺族壯丁，此23人皆被刑求而死於獄中。約在同時，巴蘭社群也被以類似手法捕殺了16名曾參加事件的男子。
最後六社遺族僅剩老弱婦孺200多名（約霧社事件前五分之一），原抗日六社居住地的霧社地區，日方則無條件撥給於一、二次霧社事件中協助日方的「味方蕃」（今賽德克族道澤/都達群），居住至今。
太平洋戰爭時，霧社事件遺生者，強制移住到川中島的33位青年，包括花岡二郎遺孀初子的弟弟和妹婿，寫下血書，加入高砂義勇隊踏上征途，20名被派遣到南洋，最後僅有8名生還，回到川中島。

## 當代討論
台灣漢人方面，以蔣渭水為首的民眾黨，霧社事件發生第四天即使用《台灣新民報》報導事件直至第二次霧社事件止，並特設霧社事件民意專欄，交流台灣各方意見，亦報導台灣自治聯盟及民眾黨對此事的抗議活動。刊出時常遭臺灣總督府將特定字刪除，然背後編輯謝春木常以巧妙文筆少字刊載過關。
當時總督府封鎖毒氣屠殺原住民的消息，而台灣地方自治聯盟上拓務省抗議：
1. 指責毒瓦斯使用。
2. 對無知蕃人出兵、過去理蕃政策錯誤，嚴重抗議。
3. 要求台灣總督辭職。

霧社事件同年12月8日，民眾黨向拓務大臣等拍發電報：
1. 警察對蕃人剝削、殘忍處罰造成霧社事件發生。
2. 請速免去總督、警務局長、台中州州知事等人之職，
3. 保證蕃人生活自由，不阻礙民族發展的政策為宜。
4. 徹底改革警察制度弊害。

除發電日本內閣，同日亦向日本大眾黨及勞農黨發送電報，請其派人來台調查霧社事件，促使大眾黨河野密等抵台調查。
1931年1月，臺灣民眾黨納入「反對一切妨害蕃人民族自由發展」條文。亦向總部位在日內瓦之國際聯盟發電，抗議「日本使用毒瓦斯屠殺台灣霧社人民」，狀告國際。日本內閣終於正視此問題，轉成日本中央政治事件，然也造成臺灣總督府強制解散臺灣民眾黨。
另外，當時謝雪紅等台灣共產黨成員，於霧社事件後也於「對少數民族的工作」條文中，列「國內民族一律平等」等黨綱。
除直接抗議外，亦有許多文學作品批判臺灣總督府對原住民的迫害，與提示漢人也該反抗暴政。例如一得知霧社事件後，吳新榮即題詩《題霧社暴動畫報》；《台灣新民報》上發表的：陳虛谷雜文《隨筆》、新詩《敵人》；賴和以筆名安都生寫的《南國哀歌》一詩，特列如下：

所有的戰士已都死去，只殘存些婦女小兒，這天大的奇變，誰敢說是起於一時？
人們最珍重莫如生命，未嘗有人敢自看輕，這一舉會使種族滅亡，在他們當然早就看明，
但終於覺悟地走向滅亡，這原因就不容妄測。
雖說他們野蠻無知？看見鮮紅的血，便忘卻一切歡躍狂喜，
但是這一番啊！明明和往日出草有異。
在和他們同一境遇，一樣呻吟於不幸的人們，那些怕死偷生的一群，
在這次血祭壇上，意外地竟得生存，便說這卑怯的生命，神所厭棄本無價值。
但誰敢信這事實裡面，就尋不出別的原因？
「一樣是歹命人！趕快走下山去！」
這是什麼言語？這有什麼含義？這是如何地悲悽！這是如何的決意！
是怨是讎？雖則不知，是妄是愚？何須非議。
舉一族自愿同赴滅亡，到最後亦無一人降志，敢因為蠻性的遺留？
是怎樣生竟不如其死？
恍惚有這呼聲，這呼聲，在無限空間發生響應，
一絲絲涼爽秋風，忽又急疾地為它傳播，好久已無聲響的雷，
也自隆隆地替它號令。
兄弟們！來--來！來和他們一拚！憑我們有這一身，我們有這雙腕，
休怕他毒氣、機關鎗！休怕他飛機、爆裂彈！
來！和他們一拚！兄弟們！憑這一身！憑這雙腕！
兄弟們到這樣時候，還有我們生的樂趣？
生的糧食儘管豐富，容得我們自由獵取？
已闢農場已築家室，容得我們耕種居住？
刀鎗是生活上必需的器具，現在我們有取得的自由無？
勞動總說是神聖之事，就是牛也只能這樣驅使，
任打任踢也只自忍痛，看我們現在，比狗還輸！
我們婦女竟是消遣品，隨他們任意侮弄蹂躪！
那一個兒童不天真可愛，凶惡的他們忍相虐待，
數一數我們所受痛苦，誰都會感到無限悲哀！
兄弟們來！來！捨此一身和他一拚！

我們處在這樣環境，只是偷生有甚麼路用，眼前的幸福雖享不到，也須為著子孫鬥爭。
在國外，1930年11月9日法國出版的2081號《小新闻报》，頭版即以「福爾摩沙的暴動」為主題，大肆報導此事件。繪圖中雖然摻有很多「異國」的想像成分，但也說明了霧社事件在國際上可能引發了一定程度的關注。

## 不當情事及報告
此事件基本上原住民與日本人均有不當情事，1931年1月，總督石塚英藏、總務長官人見次郎遭日本內閣撤換，警務局長石井保、臺中州知事水越幸一亦去職以示負責。之後，繼任的總督太田政弘，於短期間內雖提出善待原住民的政策試圖平息風波；但新任總務長官的高橋守雄仍因處理不當，發生二次霧社事件而去職。

### 臺灣總督府部份
臺灣總督府不當情事舉例如下：
1. 提升治安事件為戰爭。出動軍隊、大砲、戰機等處理治安事件，且事後無任何應有之法律審判程序。
2. 違反自己所訂立之出草禁令、並鼓勵出草：臺灣總督府利用賽德克族群間因為爭奪獵場等產生的敵對，以夷制夷，鼓勵味方蕃出草，定出獎金以獎勵親日部落去殺害起事的部落：殺掉頭目可得二百元；殺壯丁得一百元；殺婦女得三十元；幼兒二十元（當時一位山地巡察月薪約三十五元上下）；莫那·魯道之首級更被懸賞為特別獎。[52]
3. 就在霧社事件之前，莫那魯道也曾經因為日方的威脅利誘而攻打（出草）過周遭的社。日軍並利用馬赫坡社和他社爭奪獵地的嫌隙，脅迫利誘賽德克族道澤、德魯固、泰雅族萬大、馬力巴、白狗諸等社的原住民，以提供賞金和槍枝彈藥為條件，強制或利誘諸社組成「味方蕃」襲擊隊以協助日人軍警部隊參與戰鬥，對當時大肆出草的賽德克族原住民進行報復。對原住民極盡分化，使其自相殘殺。但也有「味方蕃」聲稱並非受到威脅利誘，而是主動向日軍要求參與戰鬥，目的是為了報仇。[28]
4. 斷裂原住民傳統成長文明：以集中管理方式，將霧社事件倖存的298名生還者，「集體遷村」，移居到北港溪與眉原溪交會處之川中島（今南投縣仁愛鄉清流部落），最終導致霧社部落傳統成長文明的斷裂。
5. 屠殺平民，攻擊不設防村落：日軍採取對未參戰平民與起事族人間無差別的屠殺、攻擊不設防村落（undefended towns, villages, habitations and buildings）[53]
6. 使用化武毒氣（毒ガス （页面存档备份，存于））：使用化武毒氣等手段進行鎮壓，已經嚴重違反1899年《海牙公約》、1907年《第二次海牙公約》（The Hague Convention respecting the laws and customs of war on land/ Hague Convention）等規範作戰手段、維護人道的國際法、《國際戰爭法》（The Laws of War）相關條文規定，因而引發國際，甚至日本國會的強烈譴責。日軍違反人道使用毒氣彈，證據之一霧社小學校出草事件後6天（1930年11月3日），臺灣軍司令即發電給陸軍大臣的「有關兵器送附之文件」中有「有鑒於叛徒的躲藏區域為有斷崖的森林地帯，希望能使用腐蝕性投下弾及山砲弾並請儘快交付」的記錄。[54]
7. 「掩蓋」使用毒氣、瓦斯等化學物質之實：霧社事件發生後，臺灣總督和臺灣軍司令商量是否派軍隊鎮壓，經過行政程序，最後決定派兵鎮壓，並於來往文書中明定，毒氣、瓦斯等化學物質以代號表示（1930年11月5日台灣軍參謀長宛　副官發「糜爛性彈藥的使用對外會遭非議，將來瓦斯彈有關事項要用暗號表示之。」。[35][36][55]，三日後，參謀部《陣中日誌》即開始顯示毒瓦斯加註代號的使用記錄。[56]致日後部分研究學者試圖以日本官方文件否定使用毒氣之事實。
8. 未將莫那魯道遺體人道安葬，數度公開展示，當成標本：依據學者戴寶村〈莫那魯道與台灣原住民的反抗運動〉一文的調查，莫那魯道他們退到馬赫坡後面的洞穴之後，日本人炸不到那個洞穴，但是他們實在沒有辦法反抗，最後全部自殺。賽德克族人都以上吊的方式自殺，從當時日本人所拍下來的照片可以看到，一棵樹吊了很多人，以至於樹枝都彎曲下垂。有的婦女為了讓男子沒有後顧之憂而勇敢作戰，自己便先自殺。莫那魯道後來看到大勢已去，就在山上洞穴自殺。由於他的屍體沒有完全腐化，有一半變成木乃伊，1934年才被尋獲。1934年6月13日能高郡役所新落成紀念展，公開展示[57]，日當局亦要求霧社部落代表下山觀賞。同年7月「警察展覽會」上，莫那的遺骸，第二度被公開展示，地點轉至臺北。[58]之後送到臺北帝國大學當作人類學標本，1973年才被送回霧社安葬。

### 臺灣原住民部份
臺灣原住民不當情事列舉如下：
1. 袭击日本內地籍非戰鬥人員（普通的在台日本平民），且殺害婦孺。

### 調查報告
依據旅居日本的作家盧千惠於2004年10月27日投書《中國時報》的〈永誌台灣英雄莫那魯道〉一文中，提及事件發生後，日本帝國議會的議員河野密，來台灣調查真相，並在1931年三月號的《中央公論》，發表一篇〈調查霧社事件的真相〉。文章說：

（一）原住民因為缺乏手段和方法，所以無法表達真相。
（二）事件的多數當事人，不論原住民或是日方警察，因為在事件中消失，無法判斷事件的是非。
（三）事件後，最早進入霧社的記者受到日本限制，無法報導真相。致霧社事件到現在還是「謎」。
在強大的國家主義體制下，國會議員河野密不信任總督府單方面的証言，還親自來臺找尋真相，為公義發聲。
身高180公分，高魁、智武雙全的頭目莫那魯道，受總督府招待觀光日本後，曾說過：「日本人比濁水溪的石頭還多，他們有專門教殺人的學校（指軍校），每日製造機關鎗、大、炸彈（指兵工廠）……」。莫那魯道知道抗日沒有取勝的機會，分析給他的族人聽。他們不願意永被奴役，選擇拚死的決心，表達活就要活得有尊嚴。因此，莫那魯道率領三百名願為尊嚴玉碎的原住民，共赴慘烈的義舉。

此事件發生後，日本國會大眾黨議員河野密、川上丈太郎來台調查，1931年6月在國會嚴詞抨擊拓務大臣、陸軍大臣、總理大臣施用毒氣的情事。日本內閣撤換相關人員。

## 爭議

### 日軍使用毒氣彈
1925年《日內瓦議定書》禁止使用毒氣，日本是簽字國但沒有批准，因此公約對日本沒有法律約束力。學術界大多認為日軍使用了毒氣。日軍官方記錄宣稱使用了催淚彈性質的彈頭，而在經歷日軍特殊炮彈攻擊的原住民之記憶中，稱炮彈產生之煙霧令人「皮膚發爛、頭疼、非常痛苦、僅想一死了之」。有些描述顯示日軍使用的是2-氯苯乙酮，但從有些原住民被毒死在茅屋中來看，也可能是毒性更強的毒氣。
霧社事件發生後，11月3日台灣軍司令官發給陸軍大臣的電報「有關兵器送附之文件」中有「有鑒於叛徒的躲藏區域為有斷崖的森林地帯，希望能使用腐蝕性投下弾及山砲弾並請儘快交付」的記錄。但是，陸軍省在回覆台灣軍上述要求的電報中指示，「糜爛性彈藥的使用不予討論，將來關於瓦斯彈的事項，以暗號表示之。」（「糜爛性彈藥ノ使用ハ對外的其他ノ關繫上詮議セラレス，將來瓦斯彈ニ關スル事項ハ暗號ヲ以テセラレ度」，昭和５年１１月５日台湾軍参謀長宛　副官発）。陸軍省駁回糜爛性彈藥的使用，指示台灣軍關於將來瓦斯彈的事項，以代號進行連絡。事件倖存者高永清的回憶錄，也被日本人用來否定使用了毒氣。

### 遭擄獲之日軍機關槍

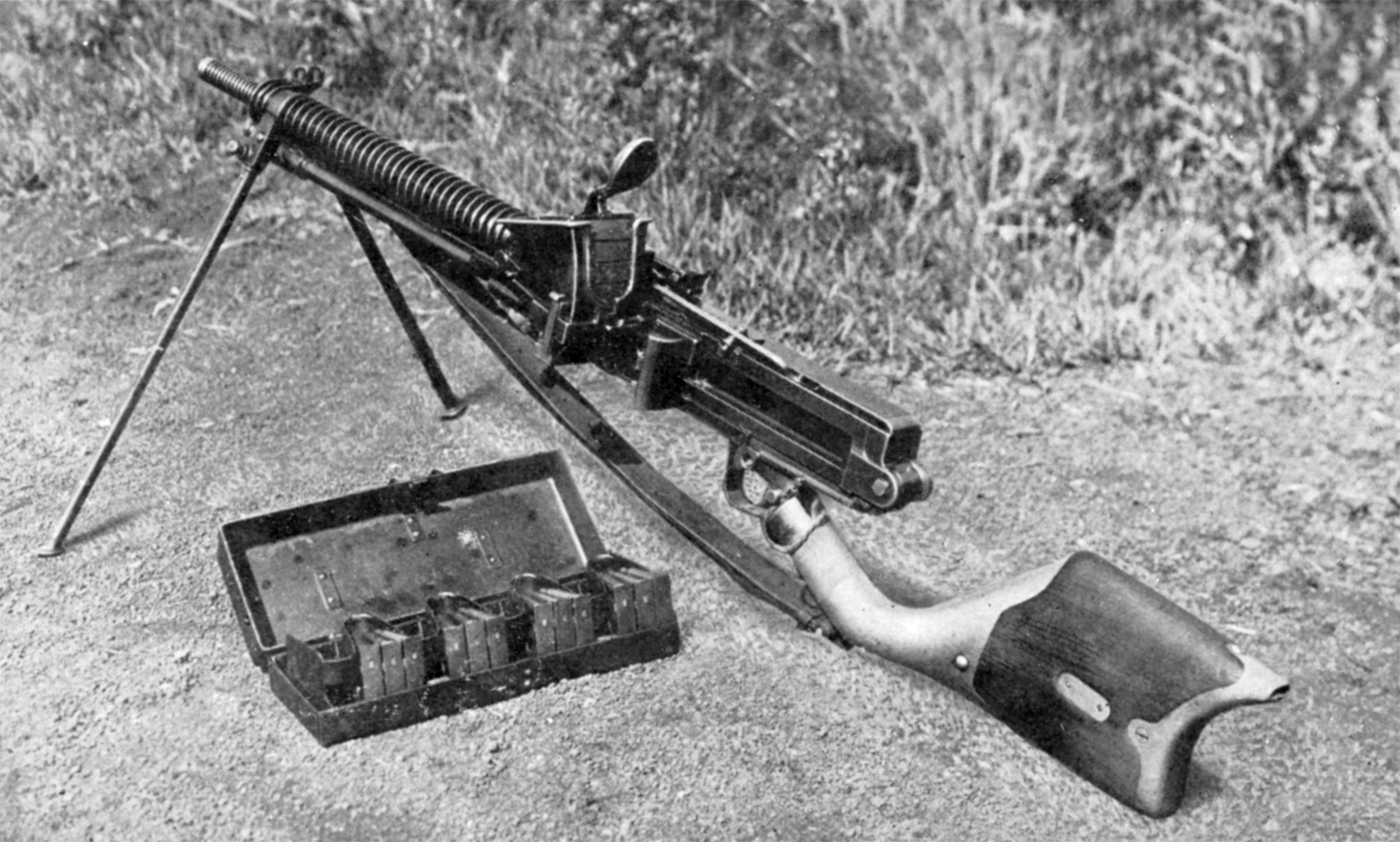
大正十一年式輕機槍

本次事件中日軍曾損失兩挺輕機關槍且為原住民擄獲，然而遺失之時間與細節卻存有爭議。
依臺灣總督府警察署所編《霧社事件誌》之說法，損失之機槍係臺南安達大隊於十一月五日一文字高地(馬赫坡高地)之戰中因傷亡過大而拋棄為敵所奪，損失槍款為槍身編號1418及4801的大正十一式輕機槍，近年整理所得之賽德克族口述歷史亦大致支持該說。然而日軍霧社指揮部於10月31日發布的軍令中，卻已提及原住民擁有兩挺機關槍、要求第一線部隊提高警戒之內容。由於《霧社事件誌》同樣曾提及起事原住民於霧社分室奪取軍火中包括若干山炮用藥包這類非警察編制物品，因此亦無法否定兩把輕機槍乃原住民從霧社警察單位方面繳獲之可能性。另外，漫畫家邱若龍在漫畫《霧社事件（漫畫巴萊）》及魏德聖電影《賽德克·巴萊》中，則以原住民以奇襲方式攻擊日軍哨站的情節解釋機槍之來源。
不過相對於日方對原住民持有機槍的緊張態度，兩挺機槍卻因槍支故障與賽德克族人不熟悉操作法等因素未能發揮戰力，後來分別於11月下旬及12月初被尋獲。

### 賽德克少年隊
賽德克族傳統文化將首次出草獵首視為男子的成年禮，因此照理而言於最初的襲擊與之後與日軍的戰鬥中不該有未成年少年參加戰鬥之情形，少數在世的賽德克族耆老亦以此否定少年參戰之可能。然而在賽德克族生還者阿威赫拔哈的口述歷史中，卻有主張曾有少年參加行動的證言。
少年隊之形成應屬於意外之產物，主要成員除一名自馬赫坡社起事即加入隊伍的少年巴萬·那威（電影賽德克·巴萊中有一同名角色，但出身及細節與史實並不相符）外，大多為小學校遭攻擊時在場之原住民學童；由於受到大人之鼓動與刺激，少年才開始以竹槍為武器加入攻擊，且可能是校舍內殺害日本人教師（日籍教師的歧視與體罰可能是主要動機）、婦女與學童行動的主要份子。不過在後續與日軍的正式戰鬥期間，賽德克少年們的主要任務為搬運補給品與擔任雜役、信差，並未作為正規戰鬥員投入戰鬥。
賽德克少年隊之成員除一部分戰死外，最後大多向日軍投降，但日方對少年可能參加攻擊日本人一事相當嚴厲，凡是承認曾殺死日本人或於公學校加入攻擊行動之少年均遭到處決。巴萬·那威雖一度逃脫嫌疑但仍於1936年被查出參與而被殺，最後僅有阿威·赫拔哈因能冷靜回答事發時郡守及老師所在位置等問題而逃過一劫。

### 莫那·魯道次子主導說
雖然在一般印象中莫那·魯道被視為事件理所當然的領袖，但莫那·魯道在起事後的事跡卻相當模糊，戰鬥後期由長子達多·莫那指揮族眾而失蹤之舉更令人不解；而在巴蘭社族人的口述歷史中，就有事件當時族內流傳有「去過日本觀光，明瞭日本國力強大的莫那·魯道不主張對抗，真正的主導者是其子達多·莫那與巴索·莫那，莫那·魯道在苦勸不成下反被挾持身不由己」的觀點與說法存在。
支持此說的關鍵證據是於日本官方文件與賽德克族的口述歷史中均提及的關於巴索·莫那的豔聞：據說巴索·莫那原本娶荷戈社有力人士之女為妻，但卻嫌其愚醜，並迷戀上一名離婚後從埔里搬回部落內的十九歲女子，但卻遭到家族的反對與該女的冷淡對待。巴索·莫那因此曾揚言要以出草、大鬧一場的方式博取家人與女方的同意。若對照起事當天巴索·莫那率先發難斬殺駐在所杉浦巡察、於一文字高地之戰積極行動等行為，確實形成微妙的間接關連。然而此說仍缺乏決定性的證據加以支持。

## 學術觀點
臺灣史學者張炎憲觀察，臺灣人於日本殖民時期的反抗運動，是以1915年的西來庵事件為分界。前期自1895年至1915年，是武裝抗日運動時期；1915年以後，臺灣漢人便不再武裝抗日。自1915年至1945年，是政治抗日運動時期，如林獻堂赴日請願設立臺灣自治議會。
據總督府統計，殖民時期，臺灣當地的武裝抗日行動共有14起；與朝鮮半島所發生的五百多起的情形相比，差距頗大，甚至朝鮮人安重根更將曾任朝鮮統監的伊藤博文暗殺於中國東北的哈爾濱車站。長期研究臺、韓兩地殖民史的中央研究院研究員、國立臺灣大學歷史學系教授周婉窈認為，當時的朝鮮是個國家「大韓帝國」，所以朝鮮人有國破家亡的切膚之痛，因而各地群起反抗。

## 紀念

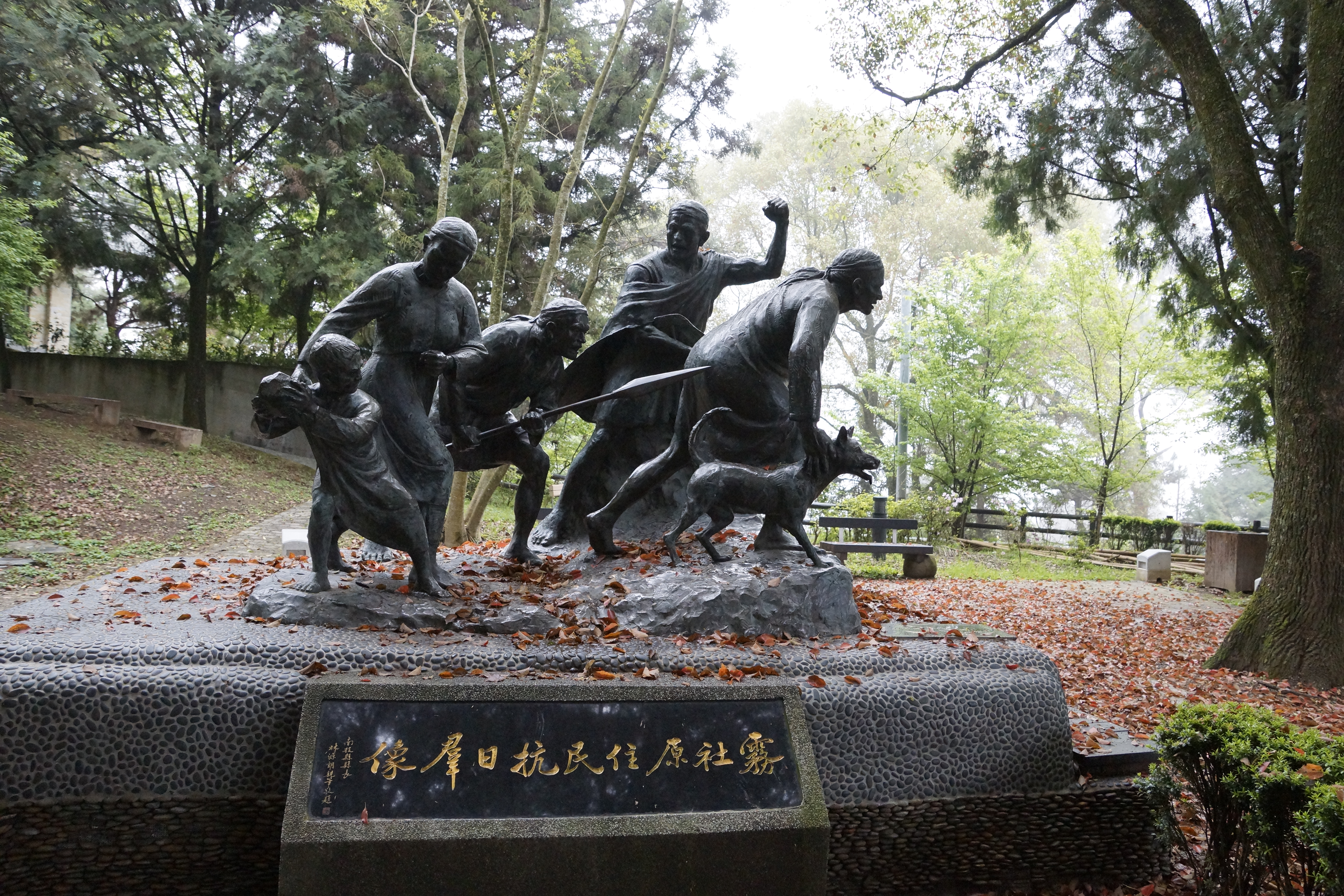
霧社事件紀念雕像

中華民國政府在戰後將臺灣總督府於霧社（今南投縣仁愛鄉）所設立的日本人殉難紀念碑拆除，改立原住民抗日紀念碑。1973年將莫那魯道遺骸歸葬於紀念碑後方，當地設有霧社事件紀念公園及莫那魯道之墓。
中華民國中央銀行在2001年7月發行以莫那·魯道為肖像的新臺幣硬幣以示紀念，正面图案为莫那鲁道半侧面肖像，面額為20元，因為不便於使用，因此不普遍流通。

## 文化影響
多年來，臺灣有許多以霧社事件為題材的文學與影視作品，以紀念這場戰役的人們，緬懷歷史。

### 書籍
- 詩：《南國哀歌》，賴和，1931年
- 小說：
  - 《馬黑坡風雲》，鍾肇政，1973年。
  - 《餘生》，舞鶴，2000年。
- 畫作：
  - 《母》，鹽月桃甫，1932年
  - 《霧社》，鹽月桃甫，1934年
- 漫畫：《霧社事件》，邱若龍，1990年。
- 報導文學：
  - 《霧社事件》，鄧相揚，1998年。
  - 《霧重雲深：霧社事件後，一個泰雅家庭的故事》，鄧相揚，1998年。
  - 《風中緋櫻：霧社事件真相及花岡初子的故事》，鄧相揚，2000年。

### 電視劇
- 《碧血英風－莫那魯道》，陳震雷導演/主演，1993年台視放映。
- 《风中绯樱：雾社事件》，萬仁導演，2003年。

### 音樂
- 專輯：《賽德克巴萊》，閃靈樂團，2005年。

### 電影
- 《賽德克·巴萊》，魏德聖導演，2011年。

### 紀錄片
- 《餘生—賽德克·巴萊》，湯湘竹導演，2012年。

## 外部連結
- （繁體中文）賽德克族(Sediq) 歷史事件－臺灣原住民族文化知識網
- （繁體中文）霧社事件－山城埔里
- （繁體中文）第二次霧社事件－山城埔里
- （繁體中文）霧社事件－還原歷史真相 （页面存档备份，存于） 公共電視 年表
- （繁體中文）霧社事件 （页面存档备份，存于） －台灣海外網
- （繁體中文）寫真‧霧社事件 （页面存档备份，存于）－台灣多樣性知識網「焦點特展」
- （繁體中文）清流部落 川中島－人文介紹
- 台中市國立自然科學博物館-賽德克-巴萊特展
- YouTube上的張淑珍("莫那·魯道"曾孫女/video)
- 5、霧社事件死亡的能高郡郡守小笠原敬太郎 - 國史館臺灣文獻館